# Stadion Ivajlo
Het Stadion Ivajlo (Bulgaars: Стадион „Ивайло“) is een multifunctioneel stadion in Veliko Tarnovo, een stad in Bulgarije. 
In het stadion is plaats voor 18.000 toeschouwers. De bouw vond plaats tussen 1954 en 1958. Het stadion werd geopend op 24 mei 1958. Het stadion wordt vooral gebruikt voor voetbalwedstrijden, de voetbalclub FC Etar 1924 Veliko Tarnovo maakt gebruik van dit stadion. Op 18 september 1974 werd hier de UEFA Cupwedstrijd tussen  FC Etar en Inter Milaan gespeeld.

## Interlands
| Voetbalinterlands | Voetbalinterlands | Voetbalinterlands     | Voetbalinterlands | Voetbalinterlands                           | Voetbalinterlands |
| №                 | Datum             | Wedstrijd             | Uitslag           | Competitie                                  | Toeschouwers      |
| ----------------- | ----------------- | --------------------- | ----------------- | ------------------------------------------- | ----------------- |
| 1                 | 12 mei 1976       | Bulgarije – Roemenië  | 1–0               | Balkan Cup 1973/76                          | 30.000            |
| 2                 | 16 november 1982  | Bulgarije – DDR       | 2–0               | vriendschappelijk                           | 6.000             |
| 3                 | 23 maart 1983     | Bulgarije – Hongarije | 1–1               | Olympisch kwalificatietoernooi voetbal 1984 | 20.000            |